# Luca Monticelli
Luca Monticelli (12 februari 2005) is een Belgisch voetballer die onder contract ligt bij RSC Anderlecht.

## Clubcarrière
Monticelli ruilde in 2019 de jeugdopleiding van Standard Luik voor die van RSC Anderlecht. Hij was op dat moment aanvoerder van de U14 van Standard. In mei 2020 ondertekende hij zijn eerste profcontract bij Anderlecht. In de zomer van 2021 kon hij rekenen op interesse van onder andere AS Roma, Atalanta Bergamo en Bayer Leverkusen.
Op 16 september 2022 maakte hij zijn profdebuut in het shirt van RSCA Futures, het beloftenelftal van Anderlecht dat vanaf het seizoen 2022/23 aantreedt in Eerste klasse B: op de zesde competitiespeeldag liet trainer Robin Veldman hem tegen Lierse Kempenzonen in de 84e minuut invallen voor Lucas Stassin, die in de 2-3-zege voor alle Brusselse doelpunten had gezorgd.

## Clubstatistieken
| Seizoen         | Club            | Land            | Competitie      | Competitie | Competitie | Beker | Beker | Supercup | Supercup | Europees | Europees | Totaal | Totaal |
| Seizoen         | Club            | Land            | Competitie      | Wed.       | Dlp.       | Wed.  | Dlp.  | Wed.     | Dlp.     | Wed.     | Dlp.     | Wed.   | Dlp.   |
| --------------- | --------------- | --------------- | --------------- | ---------- | ---------- | ----- | ----- | -------- | -------- | -------- | -------- | ------ | ------ |
| 2022/23         | RSCA Futures    | Vlag van België | Eerste klasse B | 1          | 0          | —     | —     | —        | —        | —        | —        | 1      | 0      |
| Carrière totaal | Carrière totaal | Carrière totaal | Carrière totaal | 1          | 0          | 0     | 0     | 0        | 0        | 0        | 0        | 1      | 0      |

Bijgewerkt op 17 september 2022.
33 Vercauteren ·
34 Bouchouari ·
48 Montegnies ·
50 Barry ·
51 Baouf ·
52 Nicaise ·
53 Colassin ·
59 Vergeylen ·
62 Goto ·
63 Vanhoutte ·
64 Masscho ·
65 Engwanda ·
66 Haentjens ·
67 Moutha-Sebtaoui ·
68 Monticelli ·
69 Ure ·
71 Engwanda ·
73 Lapage ·
74 De Cat ·
77 Mendel-Idowu ·
78 Tajaouart ·
79 Maamar ·
80 Decorte ·
81 Diallo ·
83 Degreef ·
Coach: Coen